# 黄承暄
黄承暄，江西萍乡人，是一名清朝政治人物。
黄承暄曾于1892年接替窦镇山任上海县知县一职，1895年由郑清濂接任。